# 今日よりもっと!!
『今日よりもっと!!』（今日よりもっと!! 、原題：걷기왕　Queen of Walking）は、2016年の韓国映画。

## ストーリー
幼少期に判明した先天的な乗り物酔い症候群で、ほとんど全ての乗り物に乗れないマンボクは、家と学校の往復に4時間かける女子高生。そのたくましさと根性は勉強には活かされず、学校では寝てばかりで何でも中途半端にやり過ごしてきた。しかし彼女の歩く才能を見出した担任教師が“競歩”を始めるよう激励し、突然の転機ながら「勉強よりましかな？」と軽い気持ちで入部する。そんなマンボクを陸上に全てをかけている先輩・スジはなかなか認めない。お構いなしに自由な彼女は思いのほか競歩にのめり込んでいき、“バス”に乗って試合の予選会場へ向かおうとするが…。

## キャスト
- シム・ウンギョン
- イ・ジェジン
- パク・ジュヒ
- キム・セビョク
- ホ・ジョンド
- ユン・ジウォン
- キム・グァンギュ
- キム・ジョンヨン